# Hudson (Canadá)
Hudson es una ciudad de la provincia de Quebec en Canadá. Es una de las ciudades que conforman la Comunidad metropolitana de Montreal y se encuentra en el municipio regional de condado de Vaudreuil-Soulanges y a su vez, en la región del Vallée-du-Haut-Saint-Laurent en Montérégie. Hace parte de las circunscripciones electorales de Vaudreuil a nivel provincial y de Vaudreuil-Soulanges a nivel federal.

## Geografía
Hudson se encuentra ubicada en las coordenadas 45°27′00″N 74°09′00″O / 45.45000, -74.15000. Según Statistique Canada, tiene una superficie total de 21,90 km² y es una de las 1135 municipalidades en las que está dividido administrativamente el territorio de la provincia de Quebec.

## Demografía
Según el censo de Canadá de 2011, había 5135 personas residiendo en esta ciudad con una densidad de población de 234,5 hab./km². Los datos del censo mostraron que de las 5088 personas censadas en 2006, en 2011 hubo un aumento poblacional de 47 habitantes (0,9%). El número total de inmuebles particulares resultó de 2229 con una densidad de 101,78 inmuebles por km². El número total de viviendas particulares que se encontraban ocupadas por residentes habituales fue de 2125.